# Francisco Gorriti
José Francisco Gorriti (San Salvador de Jujuy, 1780 - Salta. 1830), más conocido como Pachi Gorriti, fue un militar argentino, destacado en las guerras de independencia de su país, defensor de la frontera norte contra las invasiones realistas.

## Juventud
Hermano del que fuera tres veces Gobernador de Salta doctor José Ignacio Gorriti y del canónigo doctor Juan Ignacio Gorriti , diputado por Jujuy a la Junta Grande de 1811, ideólogo de la primera hora de la causa independentista y secretario de Saavedra. Tuvo un hermano menor,  militar también en la guerra de la Independencia,  el Tte Cnel José Benjamín Gorriti.
La trascendencia política, religiosa y militar de la familia Gorriti,  fue un gran apoyo para el triunfo del Belgrano y el Ejército del Norte en las batallas de Salta y Tucumán (1812), y para la continuidad con el ideario güemesino en la Guerra Gaucha, luego del magnicidio del General Güemes (1821).
Fue enviado a Montevideo para recibir educación religiosa, a los 17 años profesó con los franciscanos, pero abandonó luego la carrera eclesiástica. Allí trabó relación con el capitán José Artigas, representante comercial de los Gorriti, y que fuera luego caudillo y fundador del federalismo rioplatense.
De regreso a su provincia natal, tras el fallecimiento de su padre el genearca vasco Ignacio de Gorriti y Arambarri, se dedicó a la administración y comercio de mulas, trabajando con los arrieros y gauchos de las estancias de la familia Gorriti en Salta (Horcones) y Jujuy.  
En uno de sus viajes a Montevideo, se enroló en la guarnición militar de la ciudad, en que recibió sus rudimentos de disciplina militar. En 1810 hizo su último viaje a la Banda Oriental, en el que visitó a su mentor intelectual, el padre Dámaso Antonio Larrañaga.
Su sobrenombre de «Pachi» se impuso a su verdadero nombre, José Francisco,  para diferenciarlo de sus hermanos, ya que dos de ellos también llevaban como primer nombre el «José», y otros dos el familiar de «Ignacio».

## El Ejército del Norte. La Guerra Gaucha
Junto a sus hermanos se unió a la causa de la Revolución de Mayo, y colaboró en el aprovisionamiento y en el reclutamiento local de soldados en Jujuy y Salta para el Ejército del Norte la primera expedición auxiliadora al Alto Perú. Tras la derrota de Huaqui (junio de 1811), bajo las órdenes del general Manuel Belgrano contribuyó a la retirada y a organizar el Éxodo Jujeño. Combatió en la batalla de Las Piedras, y en los triunfos de Tucumán y Salta. Guio al Ejército del Norte en su reconquista de la ciudad de San Salvador de Jujuy ( marzo de 1813) . En esa época se hizo famoso como “el mejor lancero del Ejército”, y también por combatir vestido de fraile.
Permaneció en la provincia de Salta después de iniciada la segunda expedición auxiliadora al Alto Perú, y fue el jefe de la línea defensiva de Rosario de la Frontera, cercana a la estancia de los Gorriti en Horcones. Más tarde prestó servicios a las órdenes del Jefe del Ejército de Observación y Gobernador salteño Martín Miguel de Güemes, destacándose especialmente en rechazar la invasión realista de 1817. En junio de ese año, después de más de cinco meses de ocupación realista, fue el primer jefe militar independentista en reconquistar la ciudad de Jujuy.
En 1820 , en una nueva Invasión Realista, fue el más destacado jefe en la victoria sobre el general José Canterac, que se vio obligado a abandonar Salta y retirarse hacia el norte. Por esta hazaña, Güemes lo ascendió al grado de coronel. Al año siguiente, acompañó a Güemes en sus últimos días de vida (junio de 1821) cuando agonizaba mientras el Ejército Realista comandado por Pedro de Olañeta y Guillermo Marquiegui invadían Jujuy y Salta nuevamente.  Muerto el Gral Güemes, se puso a las órdenes de su sucesor el coronel Jorge Enrique Vidt, mientras que su hermano José Ignacio fue nombrado Gobernador de Salta, manteniendo la herencia política de Güemes. La sólida relación entre los Gorriti y los Güemes, militar, política y de amistad, fue fundamental para mantener la frontera Norte de las Provincias Unidas (Salta y Jujuy) a salvo de la amenaza realista hasta su derrota final en el Alto Perú.

## Unitarios y federales
Pese a diferencias con su hermano José Ignacio de Gorriti, que fue tres veces Gobernador de Salta  en el período de Anarquía del Año XX que sobrevino a la supresión del Directorio, y con tendencias más centralistas o "unitarias";  la actuación del "Pachi" Gorriti en el ámbito militar y su afinidad con el federalismo  tuvo tres importantes beneficios para todo el frente Norte de la Guerra por la Independencia de las Provincias Unidas (que por aquel entonces incluía también el Alto Perú, actual Bolivia) :
1. unidad para seguir sosteniendo la defensa de la Frontera Norte contra el Ejército Realista en el período 1812-1824, sus cuantiosos recursos y eximios generales (la sucesión de Pío Tristán, Pezuela, De la Serna y Pedro de Olañeta)
2. postergar hasta 1834 las aspiraciones autonómicas del Cabildo de Jujuy, que se mantuvo unido políticamente a Salta bajo el mismo Gobernador y sin involucrarse en la lucha entre unitarios y federales, con un delicado equilibrio entre ambos bandos;
3. continuidad con la lealtad güemesina a las Provincias Unidas y mantener aislado al "partido de la Patria Nueva" de los cabildos de Salta y Jujuy, partido que prefería capitular con los realistas antes que seguir sufriendo continuas invasiones ( Bartolomé Mitre cuenta 9 invasiones a Salta y Jujuy entre 1811 y 1824) y expolios a las ciudades y haciendas.

Así, mientras que el ilustrado doctor José Ignacio Gorriti,en razón de su cargo, era más afín a los unitarios , el militar Francisco «Pachi» mantuvo buenas relaciones con los con los tres más importantes caudillos federales  de los primeros años 20: Juan Bautista Bustos (Córdoba)  Juan Felipe Ibarra (Santiago del Estero) y Estanislao López (Santa Fe). En cambio, la enemistad con el rosista Facundo Quiroga, fue evidente para ambos hermanos.
Pretendió organizar el partido federal popular en Salta y Jujuy, al frente del cual dirigió la revolución contra el gobernador general Álvarez de Arenales en 1827, unitario y perteneciente al partido de la "Patria Nueva".  Ayudado por los colombianos del coronel Domingo López Matute,sitió la ciudad de Salta y peleó contra los soldados de Arenales — en su mayor parte dirigidos por oficiales españoles y forasteros- . Tras una serie de combates menores, cercó a las fuerzas del coronel Francisco Bedoya en Chicoana y le intimó rendición; pero este se negó a rendirse, de modo que lo atacó y obtuvo una sangrienta victoria: casi todos los defensores resultaron muertos, y Arenales se dirigió al Alto Perú (Bolivia) para no volver ya.
Entró a Salta al día siguiente,  y fue elegido gobernador. Pero rechazó el nombramiento, que cayó en su hermano José Ignacio. Este lo ascendió al grado de general —que parece no haber usado jamás— y lo nombró comandante de la “frontera”. Era un cargo muy importante, ya que se refería tanto a la frontera con Bolivia, como a la extensa frontera oriental de Salta y Jujuy con los indígenas del Chaco.
El devenir político del gobernador Gorriti llevó a hacer las paces con los miembros de la llamada "Patria Nueva", aliados de Álvarez de Arenales y enemigos del ideario güemesino. De modo que su revolución, terminó dando paso a un gobierno de tintes unitarios.
"Pachi" Gorriti fue más sinceramente federal y caudillista que sus hermanos, y no apoyó siempre la política centralista y unitaria de éstos; manteniéndose apartado en la frontera con el Chaco cuando éstos se aliaron con las huestes del general Paz.
Falleció en octubre de 1830 en Salta, a raíz de una neumonía, tenía alrededor de 50 años; sus restos se encuentran en la Basílica y convento de San Francisco de la ciudad de Salta.